# Lophochoerus
Lophochoerus — вимерлий рід свиновидих. Скам'янілості представляють міоцен Китаю (3 колекції) та Пакистану (1).